# Rolf Kutschera (Zeichner)
Rolf Kutschera (* 2. Januar 1949 in Stuttgart; † 29. Dezember 2020 in Berlin) war ein deutscher Cartoonist und Trickfilmzeichner bei NDR und Südfunk (später SWR). Von 1978 bis 1980 hatte er einen Lehrauftrag an der Staatlichen Akademie der Bildenden Künste Stuttgart.
Als freiberuflicher Zeichner, Cartoonist und Grafiker arbeitete er u. a. für ARD und ZDF (Kika, Sesamstrasse, Pur, Monitor, Ratgeber Recht) und lieferte die Illustrationen für unzählige Bücher. So illustrierte er zu Texten von Norbert Golluch jeweils im Eichbornverlag die „Quatschhoroskope“ und „Schmusehoroskope“ der Tierkreiszeichen und diverse Namensbücher (z. B. „Quatschbuch für den aristokratischen Alexander. Die volle Wahrheit über Deinen Namen!“). Sex-Tips für Hunde und Katzen wusste er ebenso humoristisch zu veranschaulichen wie Anleitungen zum Streit für Liebende, die Weihnachtsgeschichte, Opernführer, Märchen, erotische PornoGrafic und vieles mehr. Seine Werke wurden in etlichen Ausstellungen präsentiert.
1980 restaurierte und bezog er im Neckartal ein altes Bauernhaus. Die letzten sechs Jahre seines Lebens verbrachte er in Berlin, wo er sich als „Rockn Rollf Berlin“ vorrangig nur noch als Musiker, Singer/Shouter/Songwriter betätigte.

## Veröffentlichungen (Auswahl)
- mit Uta Claus: Total tote Hose – 12 bockstarke Märchen. Eichborn Verlag, Frankfurt am Main 1984, ISBN 3-442-08576-4.
- mit Uta Claus: Bockstarke Klassiker. Eichborn, 1985, ISBN 3-8218-1819-0.
- mit Uta Claus: Haste Töne: Eichborns unerhörter Opernführer. Eichborn, 1990, ISBN 978-3-8218-3007-0.